# Ethel Portnoy
Ethel Portnoy (Philadelphia (VS), 8 maart 1927  — Den Haag, 25 mei 2004) was een Nederlands schrijfster. Zij schreef essays, columns, een toneelstuk, korte verhalen, reisverhalen en een aantal romans.

## Biografie
Ethel Portnoy werd geboren in Philadelphia, maar groeide op in de Bronx te New York als dochter van Russisch-joodse immigranten. Na eerst letterkunde en Frans in de Verenigde Staten te hebben gestudeerd, vertrok zij in 1950 naar Europa, met een Fulbrightbeurs voor de Universiteit van Lyon. Ook studeerde ze culturele antropologie en archeologie in Parijs, onder andere bij Claude Lévi-Strauss. 
In Parijs ontmoette ze Rudy Kousbroek, met wie ze in 1951 trouwde. Ze kregen twee kinderen: een dochter, Hepzibah Kousbroek (1954-2009), die ook als vertaler en schrijfster werkzaam was; en een zoon, Gabriël Kousbroek (1965), beeldend kunstenaar. Inmiddels werkte ze bij de UNESCO, en door dat werk, gecombineerd met het gezinsleven, kwam ze niet meer tot schrijven. Het huwelijk met Kousbroek eindigde in de jaren '80 met een echtscheiding.
Via Kousbroek ontmoette ze Remco Campert en Simon Vinkenoog, andere Nederlandse Vijftigers en ook leden van de kunstenaarsgroep Cobra. Ze volgde later de colleges van semioloog Roland Barthes, die haar onder andere aanzette tot schrijven in de 'ik'-vorm. Vanaf 1970 woonde ze in Den Haag.
Portnoy debuteerde in 1971 op 44-jarige leeftijd met het boek Steen en been. Daarna verschenen er nog ruim 25 boeken van haar. De uitdrukking broodje aap (voor apocriefe verhalen die als waargebeurd worden doorverteld) is afkomstig van het titelverhaal in een bundel stadslegenden van Portnoy. Met Hanneke van Buuren en Hannemieke Postma richtte Portnoy het tijdschrift Chrysallis op, dat zich richtte op feministische literatuur. In 1991 kreeg Ethel Portnoy de Annie Romeinprijs van het feministische maandblad Opzij voor haar gehele oeuvre.
Portnoy schreef in het Engels, al voelde ze zich Nederlands schrijfster. Haar boeken werden vertaald door Kousbroek, hun dochter Hepzibah en Tinke Davids. Dit is waarschijnlijk de reden geweest dat ze behalve de genoemde Annie Romeinprijs nooit een Nederlandse literatuurprijs heeft gekregen.

## Werken
- 1971 - Steen en been en andere verhalen
- 1974 - De brandende bruid
- 1978 - Broodje Aap. De folklore van de post-industriële samenleving
- 1978 - Belle van Zuylen ontmoet Cagliostro (toneelstuk)
- 1981 - Het ontwaken van de zee
- 1983 - Vliegende vellen
- 1984 - Amourettes en andere verhalen
- 1984 - Vluchten
- 1985 - Een hondeleven
- 1986 - De Geklede Mens
- 1986 - De lifter en andere verhalen
- 1987 - Dromomania: stiefkinderen van de cultuur
- 1989 - Opstandige vrouwen
- 1990 - Rook over Rusland. Reisverhaal
- 1991 - De eerste zoen
- 1992 - Europese Kusten (i.s.m. Martin Kers)
- 1992 - Gemengde gevoelens
- 1992 - Madonna's Appel (vrouwen en de media)
- 1992 - Broodje Aap Met
- 1993 - Altijd Zomer (roman)
- 1994 - Overal Thuis (reisverhalen)
- 1996 - Bange Mensen (roman)
- 1998 - Genietingen
- 2000 - Zielespijs en wat verder ter tafel komt
- 2002 - Portret (autobiografisch)
- 2004 - Parijse Feesten
- 2004 - Vijf onbekende zaken van Sherlock Holmes
- 2009 - Machines en emoties (briefwisseling tussen Willem Frederik Hermans, Rudy Kousbroek en Ethel Portnoy)

Portnoy schreef voor de Haagse Post, NRC Handelsblad, Maatstaf en Vrij Nederland